# Lelapsomorpha
Lelapsomorpha is een geslacht van vliesvleugeligen uit de familie Pteromalidae. De wetenschappelijke naam van dit geslacht is voor het eerst geldig gepubliceerd in 1913 door Girault.

## Soorten
Het geslacht Lelapsomorpha omvat de volgende soorten:
- Lelapsomorpha bioculata (Girault, 1923)
- Lelapsomorpha myersi Girault, 1913